# Битва при Тхангимде
Битва при Тхангимде (кор. 彈琴臺戰鬪, 탄금대전투, яп. 弾琴台の戦い, «Битва на Височині граючої цитри»; 8 червня 1592) — бій, що відбувся між японськими і корейськими військами на плато Тхангимде поблизу корейського міста Чхунджу на початку Імджинської війни. Перше масштабне зіткнення обох армій, яка засвідчило перевагу японської вогнепальної зброї перед вишколеною корейською кіннотою і визначило долю корейської столиці Сеула.

## Короткі відомості
Після поразок корейських військ під Пусаном, Таде, Тонне і Санджу, сеульський двір відправив на зустріч 1-й японській експедиційній армії під проводом Конісі Юкінаґи елітні армійські частини на чолі з генералом Сін Ріпом. Корейський ван і його міністри покладали особливі надії на цього офіцера, який відзначився багатьма подвигами і перемогами у війнах 1580-х років з північними чжурчженями.
Корейське 8-тисячне військо зійшлося з японськими силами, числом у 18 тисяч, в околицях гірського перевалу Чорьон. Основною ударною силою корейців була кіннота, а японців — аркебузири і списоносці. Незважаючи на вигідні оборонні позиції, генерал Сін Ріп вирішив полишити їх і відступив до рівнинного плато Тхангимде, неподалік міста Чхунджу. Причиною відступу був брак піхоти для оборони перевалу та бажання генерала змести противника одним потужним ударом кавалерії.
Між тим японський полководець Конісі два дні стояв у підніжжя Чорьону, не наважуючись атакувати природні укріплення. Він декілька разів висилав розвідників у гори, не вірячи, що корейці могли полишити настільки вигідні позиції. Нарешті японці подолали перевал і підійшли до міста Чхунджу.
8 червня 1592 року сили обох противників зустрілися на полі Тхангимде. Корейський генерал Сін Ріп відрізав собі шлях до відступу, вишикувавши своє військо в одну лінію спиною до річки, аби жоден корейський вояк не тікав з поля бою, а бився на смерть. На противагу йому японський полководець Конісі розділив свої війська на три підрозділи і залишив собі простір для маневру.
Бій розпочали японські аркебузири центрального підрозділу під проводом Конісі. У відповідь їх атакувала корейська кіннота на чолі з Сін Ріпом. Японці вдали, що відступають, і затягнули противника у багнисту місцевість. Корейські кавалеристи втратили швидкість і були оточені з флангів списоносцями правого підрозділу Со Йосітаки і лівого підрозділу Мацуури Сіґенобу. Зав'язався рукопашний бій, у якому японці притиснули ворожу кінноту до річки. Під час січі майже половина корейських вояків загинула. Серед них були і корейські офіцери Пьон Гі, Кім Йомуль і Лі Чонджан. Генерали Лі Іль та Сін Ріп врятувалися втечею, проте останній не зміг винести гіркоти поразки і покінчив життя самогубством, кинувшись у пріву.
Після битви переможці без ускладнень захопили місто Чхунджу і рушили на беззахисний Сеул з півдня.